# Damien Marsh
Damien Marsh (* 28. März 1971 in Goondiwindi) ist ein ehemaliger australischer Sprinter.
1993 gewann er bei den Leichtathletik-Hallenweltmeisterschaften in Toronto die Silbermedaille im 200-Meter-Lauf, während er im 60-Meter-Lauf in der Vorrunde ausschied. Im selben Jahr wurde Marsh in Stuttgart bei den Leichtathletik-Weltmeisterschaften im Freien Achter über 200 m und belegte mit der australischen 4-mal-100-Meter-Staffel den fünften Rang. Bei den Commonwealth Games 1994 in Victoria holte er mit der Staffel die Silbermedaille und wurde im 200-Meter-Lauf Vierter.
Den größten Erfolg seiner Karriere erzielte er zwei Jahre später bei den Leichtathletik-Weltmeisterschaften 1995 in Göteborg. In der Staffel gewann er gemeinsam mit Paul Henderson, Tim Jackson und Steve Brimacombe in 38,50 s die Silbermedaille hinter Kanada (38,31 s) und vor Italien (39,07 s). Tags zuvor hatte das australische Quartett im Halbfinale mit einer Zeit von 38,17 s einen Ozeanienrekord aufgestellt. Im 100-Meter-Lauf und im 200-Meter-Lauf erreichte Marsh in Göteborg jeweils die Halbfinalrunde.
Am Ende der Saison 1995 siegte Marsh überraschend im 100-Meter-Lauf beim IAAF Grand Prix Final in Monaco und unterbot mit einer Zeit von 10,13 s seinen eigenen australischen Landesrekord um drei Hundertstelsekunden. Im darauffolgenden Jahr verpasste er verletzungsbedingt die Teilnahme an den Olympischen Spielen in Atlanta und erreichte in der Folge nie mehr seine frühere Form. Er startete bei den Leichtathletik-Weltmeisterschaften 1997 in Athen noch einmal mit der Staffel, schied jedoch in der Vorrunde aus.
Damien Marsh wurde insgesamt viermal australischer Meister, zweimal im 100-Meter-Lauf (1994, 1996) und zweimal im 200-Meter-Lauf (1993, 1998). Er ist 1,88 m groß und hatte ein Wettkampfgewicht von 81 kg.

## Bestleistungen
- 100 m: 10,13 s, 9. September 1995, Monaco
- 200 m: 20,32 s, 22. August 1995, Linz
  - Halle: 20,71 s, 14. März 1993, Toronto
- 60 m (Halle): 6,83 s, 12. März 1993, Toronto